# Ciobănesc românesc carpatin
Câine ciobănesc românesc carpatin (abreviat CRC) este un câine folosit de secole de ciobanii români din Carpați pentru paza turmelor, fiind un excelent câine de pază. Numărul clasificării FCI: 350, în grupa 2, secția 2.2 (din 2005; provizoriu).

## Istoric
În România, primele date despre câinele ciobănesc carpatin au fost consemnate în Revista științelor veterinare, anul XV, nr. 2, februarie, împreună cu fotografia unui exemplar ciobănesc din proprietatea colonelului Manolescu, care a obținut premiul I la a 4-a expoziție canină din București (1931).
În aceeași revistă, G. Rădulescu Calafat a publicat primul proiect de standard pentru câinele ciobănesc românesc (în 1934, sub egida Institutului Național Zootehnic).
În 1937, numărul 6 al revistei “Carpații” dr. G. Moldoveanu de la Institutul Național Zootehnic a publicat standardul rasei Ciobănesc românesc carpatin cu fotografia unui exemplar din județul Muscel.
În martie 1998, un grup de pasionați ai acestei rase a fondat Clubul de câini de rasă Ciobănesc românesc carpatin, redenumit Clubul crescătorilor de câini de rasă Ciobănesc românesc carpatin (CNCCRCRC), cu sediul în Bistrița.
În această perioadă s-a remarcat existența în zona Rucăr a unor câini de tip carpatin, proveniți conform unor surse neoficiale din Țara Dornelor. Aceștia au fost de asemenea considerați strămoși ai carpatinilor actuali. Unii câini au provenit din Munții Călimani și de pe valea Mureșului (din proprietatea unor păstori). 
În decembrie 1998, la Piatra Neamț, în prezența unor reprezentanți ai Asociației Chinologice Române, a fost elaborat noul proiect de standard pentru Ciobănescul românesc carpatin, principala sursă de inspirație a autorilor, fiind proiectul de standard din 1937. În ianuarie 1999, proiectul a fost aprobat de AChR.
• În septembrie 2000, înființarea asociației Carpatin Rustic Club Român, la Piatra Neamț; sediul mutat apoi în Bistrița.
• În martie 2003, la Bistrița: importantă conferință a factorilor implicați în selecția raselor românești sub patronajul AChR. Se înființează subcomisiile pentru CRC, Ciobănescul românesc mioritic și Ciobănescul românesc de Bucovina, câine a cărui denumire apare consemnată acum pentru prima dată în istoria sa. AChR înaintează Comisiilor Tehnică și de Standarde ale Federației Chinologice Internaționale, dosarul cu documentația de omologare.
• La 6 iulie 2005, FCI a aprobat omologarea provizorie a Ciobănescului românesc carpatin (nr. 350) și a Ciobănescului românesc mioritic (349).
• La 12 decembrie 2006, la Brașov: Conferința Națională pentru CRC. Intenția participanților era aceea de a fonda un club cu adevărat național.
• La 25 martie 2007, la Satu Mare, adunarea generală a AChR. Aprobarea înființării asociației Carpatin Club România (CCR) și suspendarea CNCCRCRC.